# Matsu
Les illes Matsu (en xinès: 馬祖列島 Mǎzǔ Lièdǎo) és un petit arxipèlag format per 19 illes i illots situat a l'estret de Taiwan que forma el comtat de Lienchiang (連江縣; Lièng-gŏng-gâing), dins la província taiwanesa de Fujian. Compten amb 9.755 habitants (2008) en una superfície de 29,6 km². Les illes reben el seu nom de la deessa Matsu. Kinmen és l'altre arxipèlag de Fujian controlat per Taiwan.

## Història
Hi va començar l'emiració des de Fujian durant la dinastia Yuan. Hi va haver pirates que hi residien durant la dinastia Qing

## Geografia
Inclou cinc illes principals: Nangan, Dongju i Xiju, Beigan, i Dongyin.
Dongyin està a 19 m de la Xina continental. El punt més alt fa 298 metres.
Superfícies: 
- Nangan: 10,43 km²
- Beigan: 8,86 km²
- Dongyin: 4,35 km²

Temperatura mitjana anual 18,6 °C, amb la mínima absoluta d'1,3°.

## Economia
Es produeix arròs, canya de sucre, te, cítrics i hi ha pesca de peixos, cloïsses i meduses. El turisme és incipient, es fan esforços governamentals per promoure'l.